# ناگومی، کوماموتو
ناگومی، کوماموتو (به لاتین: Nagomi, Kumamoto) یک منطقهٔ مسکونی در ژاپن است که در استان کوماموتو واقع شده‌است. ناگومی  ۱۲٬۰۰۰ نفر جمعیت دارد.